# Zhang (Tang Suzong)
Zhang, född okänt år, död 762, var en kinesisk kejsarinna, gift med kejsar Tang Suzong.   Hon var en viktig politisk aktör vid kejsarhovet. 

## Biografi
Zhang valdes ut till att bli en av tronföljarens främst konkubiner. Hon gjorde sig omtyckt av maken, och blev hans favorit efter att han år 746 tvingades skilja sig från sin först fru. Hon stod vid makens sida under upproret 756, så hon följde honom på hans flykt och krigståg. 
Vid makens tronbestigning befordrades hon och fick slutligen år 758 titeln kejsarinna. Hon allierade sig med kejsarens favoriteunuck Li Fuguo, och tillsammans utgjorde de en av två politiska partier vid hovet och stod i opposition till det andra partiet, som leddes av minister Li Mi. De försökte utan framgång få hennes son utnämnd till kronprins framför makens äldre son från ett annat äktenskap. När kejsarens hälsa försämrades bröts alliansen mellan Zhang och Li Fuguo, som i stället allierade sig med hennes styvson kronprinsen. 
När hennes styvson besteg tronen år 762 lät han avrätta henne. 